# مقاطعة مونتغومري (إنديانا)
مقاطعة مونتغومري (بالإنجليزية: Montgomery County, Indiana)‏ هي إحدى مقاطعات ولاية إنديانا في الولايات المتحدة، بلغ عدد سكانها 38124 نسمة في عام 2010 حسب إحصاء مكتب تعداد الولايات المتحدة وتصل الكثافة السكانية فيها 29.18 نسمة/كم2.

## أعلام
- إيرل جاردنر

## وصلات خارجية
- www.montgomeryco.net
- United States Counties